# La Labor (ort i Honduras, Departamento de Ocotepeque, lat 14,48, long -89,00)
La Labor är en ort i Honduras.   Den ligger i departementet Departamento de Ocotepeque, i den västra delen av landet, 200 km väster om huvudstaden Tegucigalpa. La Labor ligger 997 meter över havet och antalet invånare är 1 416.
Terrängen runt La Labor är varierad. Runt La Labor är det ganska tätbefolkat, med 139 invånare per kvadratkilometer. Närmaste större samhälle är San Marcos, 10,7 km sydost om La Labor. Omgivningarna runt La Labor är en mosaik av jordbruksmark och naturlig växtlighet.